# RAMZA
RAMZA（ラムザ、1987年-）は、音楽プロデューサー、トラックメイカー、コラージュ作家である。愛知県在住。

## 来歴
BUSHMIND、tofubeats、レミ街、MADS、DJ ENDRUN、Free The Robots、nervs、RC SLUM、仙人掌のリミックスや、PEACE OF MIND Compilation（Perfect Touch）、C.O.S.A. × Kid Fresino、Campanella、TOSHI MAMUSHIなどへのトラック提供、コンピレーション・アルバムへ参加。

## ディスコグラフィ

### アルバム
- pessim (2017/4/26) - マスタリングはPple（ステァン・ベトケフ）が手がけた[4]。

### フリーダウンロード作品
- GERALD (2011)

### EP
- DUSTY (2014)[1]

### スプリットEP
- Devecly Bitte & RAMZA / ErectorSpinae (+MUS / 2014/05/01)[6][7][2]

### リミックス
- tofubeats / POSITIVE REMIXES Disc2 M-2 / popluxe - RAMZA Remix (2016/01/20)[8]
- レミ街 / sent i november (RAMZA remix) (Ura – Fenestica (裏フェネスティカ) M-4 / THANKSGIVING / 2016/05/25)[9]